# Section spéciale
Section spéciale és una pel·lícula francesa de 1975, dirigida per Costa-Gavras i basada en el llibre L'affaire de la Section Spéciale d'Hervé Villeré. En el repartiment hi participen actors com ara Louis Seigner, Yves Robert, Michael Lonsdale, Maurice Teynac, François Maistre, Michel Galabru, Bruno Cremer i Claude Piéplu. La pel·lícula pren el nom de les Seccions Especials del Govern de Vichy.
La pel·lícula va compartir el premi al millor director al Festival de Cannes de 1975, amb Michel Brault per Les Ordres, i va ser nominada a millor pel·lícula en llengua estrangera pel National Board of Review dels Estats Units. També va ser nominada al Globus d'Or a la millor pel·lícula de parla no anglesa de 1976.

## Sinopsi
El 21 d'agost de 1941 el candidat a oficial militar Alfons Moser va ser assassinat per dues bales de revòlver. Els responsables van ser joves combatents vinculats a la Resistència francesa que mai van arribar a ser capturats. En defecte, es va acusar i condemnar a mort a tres homes. La norma que fonamenta la sentència de 28 d'agost no existeix el dia de la comissió del crim. De fet, el decret que establí una secció especial a cada tribunal d'apel·lació de França es va debatre els dies 21 i 22 d'agost, promulgar el 23 i publicar el 24. La secció especial és competent per jutjar tots els delictes comesos amb la intenció d'activitats comunistes o anarquistes. A més a més, sentencia els seus judicis sense fonamentar, ni atorgar dret a recurs i s'executa de forma immediata. Aquesta norma s'aplica de forma retroactiva als delictes comesos abans de la seva promulgació.

## Repartiment
Part del repartiment està representat per:
- Yves Robert com a Émile Bastard, un dels condemnats a mort
- Michael Lonsdale com a Pierre Pucheu, ministre de l'Interior
- Michel Galabru com a president Cournet
- François Maistre com a Fernand de Brinon, delegat general als territoris ocupats
- Bruno Cremer com a Lucien Sampaix, periodista exsecretari general de L'Humanité
- Louis Seigner com a Joseph Barthélemy, guardià dels segells
- Maurice Teynac com a Lucien Guillet, substitut general
- Claude Piéplu com a Michel Benon, president de la secció especial